# چاه یوسف‌علی
چاه یوسف‌علی یک منطقهٔ مسکونی در ایران است که در بخش مرکزی شهرستان سیرجان واقع شده است. چاه یوسف‌علی ۵۴ نفر جمعیت دارد.
نام این منطقه برگرفته شده است از شخصی به نام یوسف علی که از عشایر قدیم منطقه کفه مُر بوده است.
. یوسف علی از نوادگان صفی قلی خان که در قبل از انقلاب، در منطقه به ییلاق می‌پرداخته‌اند و چاهی را در این منطقه حفر می‌کنند برای ییلاق خود که زان پس به نام چاه یوسف علی معروف می‌شود.
ودر حال حاضر یک طایفه «کورکی نژاد قرائی» که برگرفته از سلالهٔ حاج رحیم علی کورکی نژاد قرائی می‌باشند. در آن منطقه زندگی می‌کنند
منطقه کفه مُر چاه یوسفعلی هر ساله میزبان یک گروه عشایر از گدار خانه سرخ بوده است، که از ایل بزرگ کورکی نژادقرائی می‌باشند.